# Питу Гули
Питу Гули или Питу Гулев (среща се и формата Пито) е български революционер и деец на националноосвободителното движение в Македония от влашки произход, войвода на Вътрешната македоно-одринска революционна организация, водил битката при Мечкин камен по време на Илинденско-Преображенското въстание през 1903 година.

## Биография
Роден е през 1865 година в Крушево във влашко семейство. От 1882 година живее и работи в София. Включва се като четник в четата на Адам Калмиков в Кюстендил в 1885 година. След като четата е разбита, е заточен в Мала Азия. Около 1894 година е освободен и се връща в Крушево, където открива гостилница и се включва във ВМОРО. Между 1897 и 1902 година отново е в София, където също държи гостилница. През периода неколкократно се връща в Крушево. В 1902 година влиза в Македония от Кюстендил с четата на капитан Тома Давидов. В началото на 1903 година, след известен престой в Кюстендил, където се сформира чета начело с Христо Чернопеев, навлиза в Македония. Участва в подготовката на Илинденско-Преображенското въстание.
При превземането на Крушево намира начин да подпали турската казарма с бутилки със спирт, като така пада последната турска позиция в града. След настъпването на турските войски се противопоставя на решението за отстъпление като напуска демонстративно войводския съвет на Крушевската република.
Отделя 70 недобре въоръжени четници и с останалите 170 заема позиции на скалистото плато Мечкин камен в Баба планина. На Баба планина Питу Гули води най-продължителното и кърваво сражение за защитата на Крушево. Успява да удържи платото през целия ден на 30 юли 1903 година. Загива по време на сражението от изстрел в гърдите. Последните му думи са: „Не бойте се, момчета! Продължавайте боя! Приберете ми пушката!“.
За Питу Гули, битката на Мечкин камен и смъртта му са създадени народни песни. Коста Църнушанов отбелязва, че те предават правдиво историята (разбира се, без цифрите на убитите турци и въстаническите сили). Най-известна е песента „Море пиле“, появила се скоро след смъртта му. Името му се споменава и в химна на Северна Македония.

### Семейство
Питу Гули е женен за Евгения, от която има една дъщеря и трима сина. Година след смъртта на Гули от туберкулоза умира и жена му. Децата им отрасват в сиропиталище в Битоля. Дъщеря им Флора умира млада след ампутация на единия крак. Синовете на Гули също умират в защита на каузата на ВМРО. Ташко Гулев (Шула Гули), загива през 1913 година в редовете на Македоно-одринското опълчение, Никола Гулев (Лакя Гули), който е един от най-верните помощници на Тодор Александров, бива убит от сърбите през 1924 година, а Стерю Гулев, който е сътрудник на българската полиция в Крушево, се самоубива след слизането на партизаните в града през есента на 1944 година.

## Галерия
- Четата на Питу Гули на почивка
- Мито Мучитанов (Миту Мучитано), Питу Гули и Петър Лявра.
- Гробът на Питу Гули в Крушево.
- Знамето на 3-ти крушевски отряд на Пито Гули.[7]
- Четата на Питу Гули през 1903 година край село Бирино. Източник: ДА „Архиви“
- Обединената чета на Георги Тренев, Константин Кондов, Питу Гули, Ванчо Сърбака и други. С по-добро качество тук.